# Universität Monastir

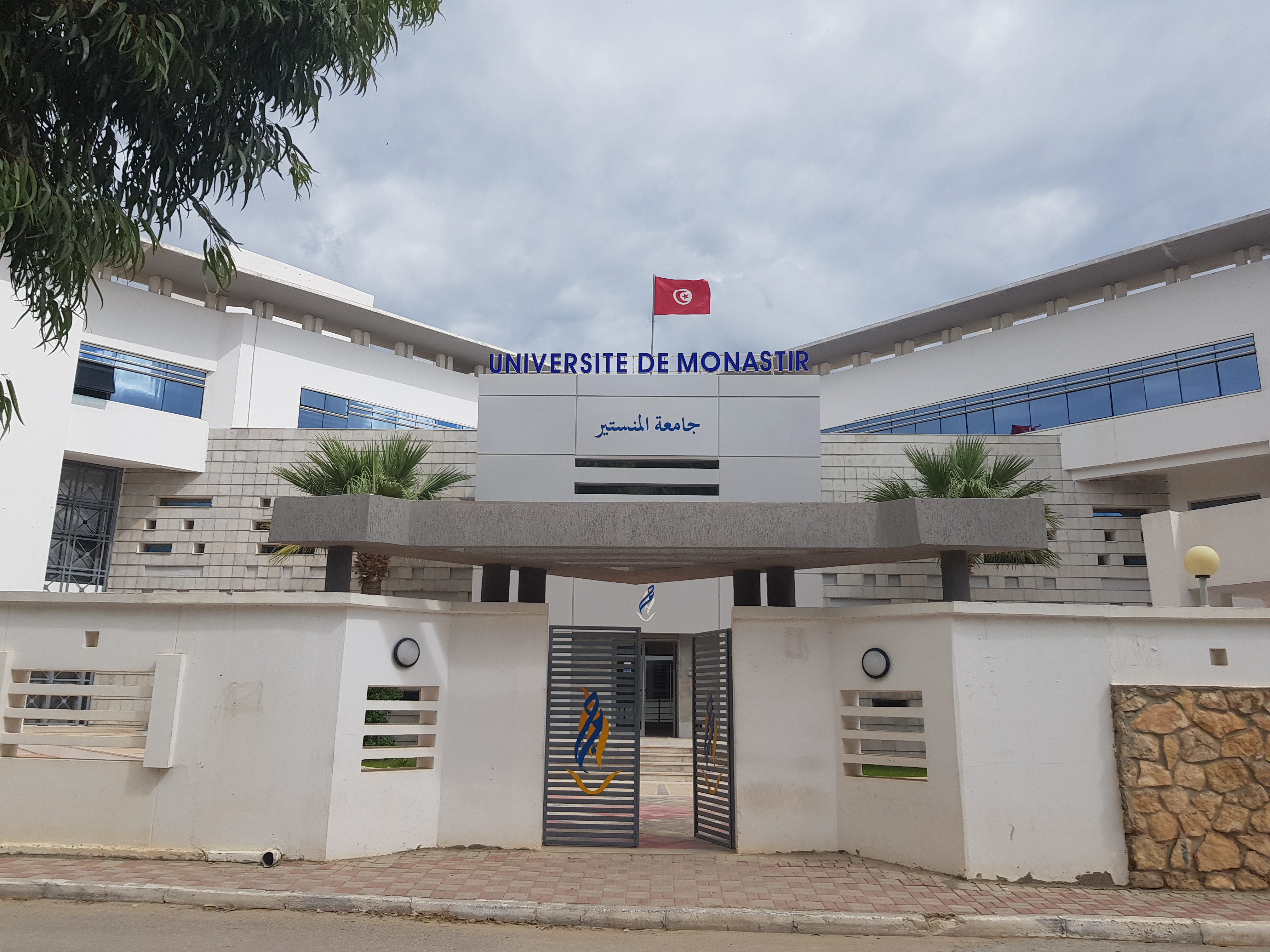
Universität Monastir (2018)

Die Universität Monastir (arabisch جامعة المنستير, DMG Ǧāmiʿat al-Munastīr; französisch Université de Monastir) ist eine staatliche Universität in Monastir, Tunesien.
Die 2004 gegründete Hochschule bietet Bachelor-, Master- und Promotionsstudiengänge in den Fachbereichen Wirtschaft und Management, Pharmazie, Medizin und Zahnmedizin.